# Feketevállú gyapjasoposszum
A feketevállú gyapjasoposszum (Caluromysiops irrupta) az emlősök (Mammalia) osztályának oposszumok (Didelphimorphia) rendjébe, ezen belül az oposszumfélék (Didelphidae) családjába tartozó faj.
Nemének az egyetlen faja.

## Előfordulása
A feketevállú gyapjasoposszum mai előfordulási területe két állományra és öt településre korlátozódik; az egyik Nyugat-Brazíliában, míg a másik Délkelet-Peruban található. Egyes beszámolók szerint Bolíviában is jelen van. Ott ahol még él, közönségesnek számít, azonban az erdőirtások veszélyeztetik.

## Megjelenése
Szőrzete mind a hátán, mind a hasán szürke színű. A mellső lábaitól egészen a válláig széles, fekete sáv húzódik; ez végig fut az állat hátán, aztán kettéválik és lefut a hátsó lábakra. Halvány fekete sávok vannak a szemen is. A farok 60-75 százaléka sötétebb árnyalatú, mint a testszőrzete; a farok többi része fehér és bolyhos. A fülén fehér, pamacsszerű szőrzet látható. A koponyája hasonlít a Caluromys-fajokéra, azonban pofavége rövidebb és őrlőfogai nagyobbak; amint rokonainak a feketevállú gyapjasoposszumnak is puha, vastag és gyapjas szőrzete van - innen a neve is. A fej-testhossza 25-33 centiméter, farokhossza 31-40 centiméter, a hátsó lába 6,7 centiméter, a füle 3,7 centiméter.

## Életmódja
Az életmódjáról nagyon keveset tudunk; valószínűleg éjszaka mozog, főleg a fák lombkoronái között. Gyümölcsöket, lárvákat fogyaszt, de rágcsálókra is vadászik. Fogságban 7 évet is élhet.

## Szaporodása
Egy alomban 1-2 kölyök lehet.

### Fordítás
- Ez a szócikk részben vagy egészben  a   Black-shouldered opossum című angol Wikipédia-szócikk ezen változatának fordításán alapul.  Az eredeti cikk szerkesztőit annak laptörténete sorolja fel. Ez a jelzés csupán a megfogalmazás eredetét és a szerzői jogokat jelzi, nem szolgál a cikkben szereplő információk forrásmegjelöléseként.